# Supercoppa del Portogallo 1990 (hockey su pista)
La Supercoppa del Portogallo 1990 è stata la 9ª edizione dell'omonima competizione portoghese di hockey su pista. Il torneo ha avuto luogo dal 20 ottobre al 1º novembre 1990. 
A conquistare il trofeo è stato il Porto all'ottavo successo nella sua storia.

## Squadre partecipanti
| Club        | Qualificazione                       | Partecipazioni precedenti (il grassetto indica la vittoria) |
| ----------- | ------------------------------------ | ----------------------------------------------------------- |
| Porto       | Detentore della 1ª Divisão           | 1983, 1984, 1985, 1986, 1987, 1988, 1989                    |
| Sporting CP | Detentore della Coppa del Portogallo | 1982, 1984, 1988                                            |

## Risultati
| Squadra 1 | Totale | Squadra 2   | Andata | Ritorno |
| --------- | ------ | ----------- | ------ | ------- |
| Porto     | 12 - 9 | Sporting CP | 8 - 3  | 4 - 6   |

| Porto 20 ottobre 1990 Finale di andata | Porto | 8 – 3 | Sporting CP |  |

| Lisbona 1º novembre 1990 Finale di ritorno | Sporting CP | 6 – 4 | Porto |  |